# القرآن كائن حي (كتاب)
كتاب القرآن كائن حي هو كتاب من تأليف الدكتور مصطفى محمود تحدث فيه عن اللغة القرآنية التي تختلف عن لغتنا التي نكتب بها أو نتكلم بها في أنها محكمة لا خطأ فيها ولا نقص ولا زيادة. وقد كثر الكلام من الآيات الكونية التي تحدثت عن النجوم ومساراتها والأرض وخلقها والحياة وبدايتها، وكيف جاءت العلوم الحديثة بالجديد المبهر من الحقائق خلال مئات السنين التي أعقبت التنزيل القرآني فلم تخرق حرفاً قرآنياً واحداً ولم تنقض أية بل ترافقت جميعها مع كلام القرآن وزادته توكيداَ. كما جاء القرآن في نظم الحكم وفي الاقتصاد وفي الأخلاق وفي حقوق الإنسان وفي الأسرة وفي الزواج والمرأة والشرائع بالكلمة النهائية الجامعة، كما انفرد بذروة في البلاغة وقمة في البيان وجمال في الأسلوب لم يطاوله فيه كتاب، وقد أفاض القدماء في هذا وأعزنا، ويقول الدكتور مصطفى محمود بأنه يظل هناك وجه معجز من وجوه القرآن ربما كان أهم من كل هذه الوجوه، يحتاج إلى دفعة طويلة، وهو ما أسماه بالمسمار أو البنية الهندسية أو التركيب العضوي أو الترابط الحي بين الكلمة والكلمة. ومن خلال كتابه هذا يسترسل الكاتب في بيان ما توصل إليه من خلال لغة سهلة وأسلوب أدبي يمتاز بالدقة والرقة والشفافية والعلمية. لذا يمكن القول بأن «القرآن كائن حي» كتاب رائع وكيف لا وهو يبحث في كنز من كنوز االقرآن.

## فصول الكتاب
يتألف الكتاب من 12 فصل وهم:
- القرآن كائن حي
- النفس والروح
- لماذا خلقنا الله
- الصوفي والبحر
- من أنت
- أسلوب خطبة الجمعة
- إسرائيل تحرف الأناجيل
- العلوم الذرية والإسلام
- الإسلام والطب
- في مسألة المحير والمسير
- المكر الالهى
- عن الظاهر والباطن

## اقتباسات من الكتاب
- “لست تافها عند ربك ولا هين الشأن، فقد نفخ فيك من روحه وأسجد لك ملائكته، وسخر لك أكوانه كلها، وأعطاك التسرمد والخلود، ومنحك الحرية..إن شئت كنت ربانيا وإن شئت كنت شيطانيا..فأين هوان الشأن في هذا كله!.”
- “حتى الشيطان لا يستطيع أن يدخل قلبك الا إذا فتحت له الباب وصادف اغراؤه هوى قلبك... ولكنه لن يستطيع أن يحملك على ما تكره مهما بلغت وسائله... وذلك شاهد آخر على أن الله أعتق القلب وأعتق الضمير من كل وسائل الضغط والإكراه...”
- “إن الله لا ينظر إلى صوركم ولا إلى أشكالكم وإنما ينظر إلى قلوبكم وأعمالكم”
- “إننا جميعا شجعان حتى يدعو داعي الحرب فيبدي كل واحد عذرا ويختلق كل واحد ظروفا تمنعه ولا يثبت ساعة الضرب إلا القليل”
- “هذه الفجوة المصنعة المفتعلة بين الدين والعلم لا وجود لها في الإسلام، فالإسلام دين علم يزدهر بالعلم والجدل، ويزداد نضارة بهجوم العقل عليه، لأنه حق ولا خوف على الحق من جرأة المجترئين”
- “كل موقف يتطلب منك اختيارا بين بديلات ولا يعفيك الامتحان ألا تختار لأن عدم الاختيار هو في ذاته نوع من الاختيار ومعناه أنك ارتضيت لنفسك ما اختارته لك الظروف أو ما اختاره أبوك أوما اختارته شلة أصحابك الذين أسلمت لهم نفسك ”
- “وحسب المؤمن الذي يُريد أن يقف عند بر الأمان، ولا يُلقي بنفسه في وادي العماء.. أن يقول: آمنت بكلمات الله على مُراد الله. وما خفى عني فالله به أعلم.”
- “لا سبيل إلى تطهير النفس وتزكيتها إلا بإتقان العبادة والتزام الطاعات وإطالة السجود وفعل الصالحات، وبحكم رتبة العبودية يصبح الإنسان مستحقاً للمدد من ربه فيمده الله بنوره ويهييء له أسباب الخروج من ظلمته وذلك هو سلوك الطريق عند الصالحين من عباد الله بالتخلية (تخلية النفس من الصفات المذمومة) ثم التحلية (تحلية القلب بالذكر والفضائل) والتعلّق والتخلّق والتحقّق. والتعلّق عندهم هو التعلّق بالله وترك التعلّق بما سواه والتخلّق هو محاولة التحلّي بأسمائه الحسنى، الرحيم والكريم والودود والرءوف والحليم والصبور والشكور.. قولاً وفعلاً والتحقّق هو أن تصل إلى أقصى درجات الصفاء واللطف والمشاكلة، فتصبح نورانياً في طباعك أو تكاد، ولا سبيل إلى صعود هذا المعراج إلا بالعبادة والطاعة والعمل الصالح، والتزام المنهج القرآني والسلوك على قدم محمد العبد الكامل عليه صلوات الله وسلامه”
- “لست تافهاً عند ربك ولا هين الشأن، فقد نفخ فيك من روحه، وأسجد لك ملائكته، وسخر لك أكوانه كلها، وأعطاك التسرمد والخلود، ومنحك الحرية.. إن شئت كنت ربانياً.. وإن شئت كنت شيطانيا”

## وصلات خارجية
- - فيديو حلقات الدكتور مصطفى محمود.
  - مدونة الدكتور مصطفى محمود.
  - «كان نائماً في سكينة تامة لم يستيقظ منها»: ابنة مصطفى محمود لـ«العربية.نت»: العالم الكبير رحل في هدوء، العربية نت، 31 أكتوبر 2009.
  - صفحة مصطفى محمود على موقع أبجد
  - صفحة اقتباسات مصطفى محمود على موقع أبجد
  - صفحة باسم الدكتور رائعة على الفيس بوك
  - الفيلم الوثائقي العالم والايمان على اليوتيوب
  - محمود تحميل كتب الدكتور مصطفى محمود كاملة pdf